# Subprefectura de Nemuro

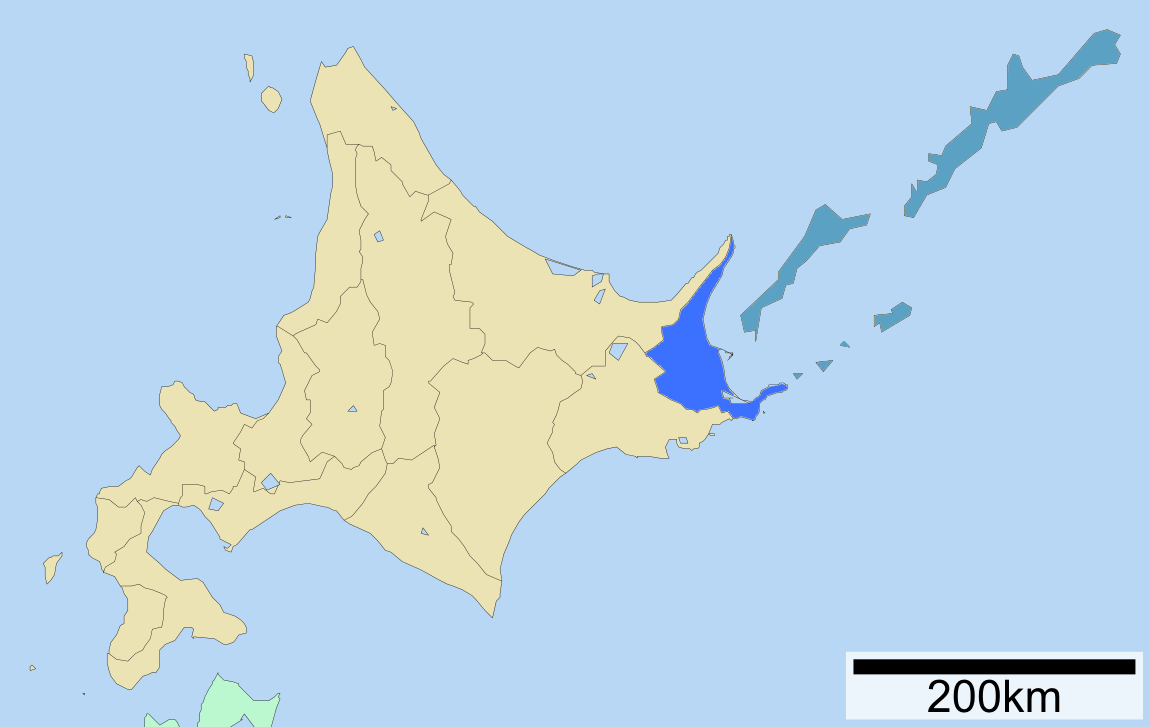
Subprefectura de Nemuro en Hokkaidō

Nemuro ( en japonés: 根室振興局  Nemuro-shinkō-kyoku; en ruso: Немуро?) es una subprefectura de Hokkaidō, Japón. En 2009 tenía una población estimada de 84 035 y una área de 3406.23 km².

## Ciudades
- Nemuro (capital)